# Вишовате (Підляське воєводство)
Вишовате (пол. Wyszowate) — село в Польщі, у гміні Тшцянне Монецького повіту Підляського воєводства.
Населення — 222 особи (2011).
У 1975-1998 роках село належало до Білостоцького воєводства.

## Демографія
Демографічна структура станом на 31 березня 2011 року:
|          | Загалом | Допрацездатний вік | Працездатний вік | Постпрацездатний вік |
| -------- | ------- | ------------------ | ---------------- | -------------------- |
| Чоловіки | 117     | 28                 | 73               | 16                   |
| Жінки    | 105     | 19                 | 58               | 28                   |
| Разом    | 222     | 47                 | 131              | 44                   |